# Massila viridicana
Massila viridicana är en insektsart som beskrevs av Jacobi 1928. Massila viridicana ingår i släktet Massila och familjen Flatidae. Inga underarter finns listade i Catalogue of Life.